# Rohlstorf
Rohlstorf ist eine Gemeinde im Kreis Segeberg in Schleswig-Holstein.

## Geografie

### Geografische Lage
Das Gebiet der Gemeinde Rohlstorf erstreckt sich am Südwestufer des Wardersees etwa 7 km östlich von Bad Segeberg.
Naturräumlich wird das Gemeindegebiet der Haupteinheit Schleswig-Holsteinisches Hügel- und Seenland, einem Teilbereich des Schleswig-Holsteinischen Hügellandes, zugeordnet.

### Ortsteile
Christianenthal, Düsternbrook, Fährkate, Hexenberg, Imrade, Krögsberg, Margarethenhof, Quaal, Quaaler Teich, Gut Rohlstorf, Warder, Warderfelde und Wardersee liegen im Gemeindegebiet.

### Nachbargemeinden
Nachbargemeinden von Rohlstorf sind:
| Groß Rönnau  | Krems II (Kreis Plön)                       | Wensin (Kreis Plön) |
| Klein Rönnau | Kompassrose, die auf Nachbargemeinden zeigt | Pronstorf           |
| Stipsdorf    | Schieren                                    |                     |

## Geschichte
Die spätromanische Kirche im Ortsteil Warder wurde um 1200 erbaut. Die Ortsteile gehörten in der Vergangenheit überwiegend dem Gut Rohlstorf an. Seit der Auflösung der Gutsbezirke 1928 bilden sie eine Gemeinde.
Im Ortsteil Quaal ereignete sich 1445 eine Brandkatastrophe. Bei einer Hochzeitsfeier entstand ein verheerender Brand, der bis zu 180 Todesopfer gefordert haben soll und als Qualens Brudlacht sprichwörtlich für plötzliches schweres Unglück wurde.

## Politik

### Gemeindevertretung
Bei der Kommunalwahl am 14. Mai 2023 wurden insgesamt elf Sitze vergeben. Von diesen erhielt die CDU achts Sitze und die SPD drei Sitze.

### Wappen
Blasonierung: „Geteilt von Grün und Silber. Oben ein goldenes Garbenbündel mit sechs Ähren, unten über einem grünen Buchenblatt ein blauer Wellenbalken.“

## Sehenswürdigkeiten
In der Liste der Kulturdenkmale in Rohlstorf stehen die in der Denkmalliste des Landes Schleswig-Holstein eingetragenen Kulturdenkmale.

## Gut Rohlstorf

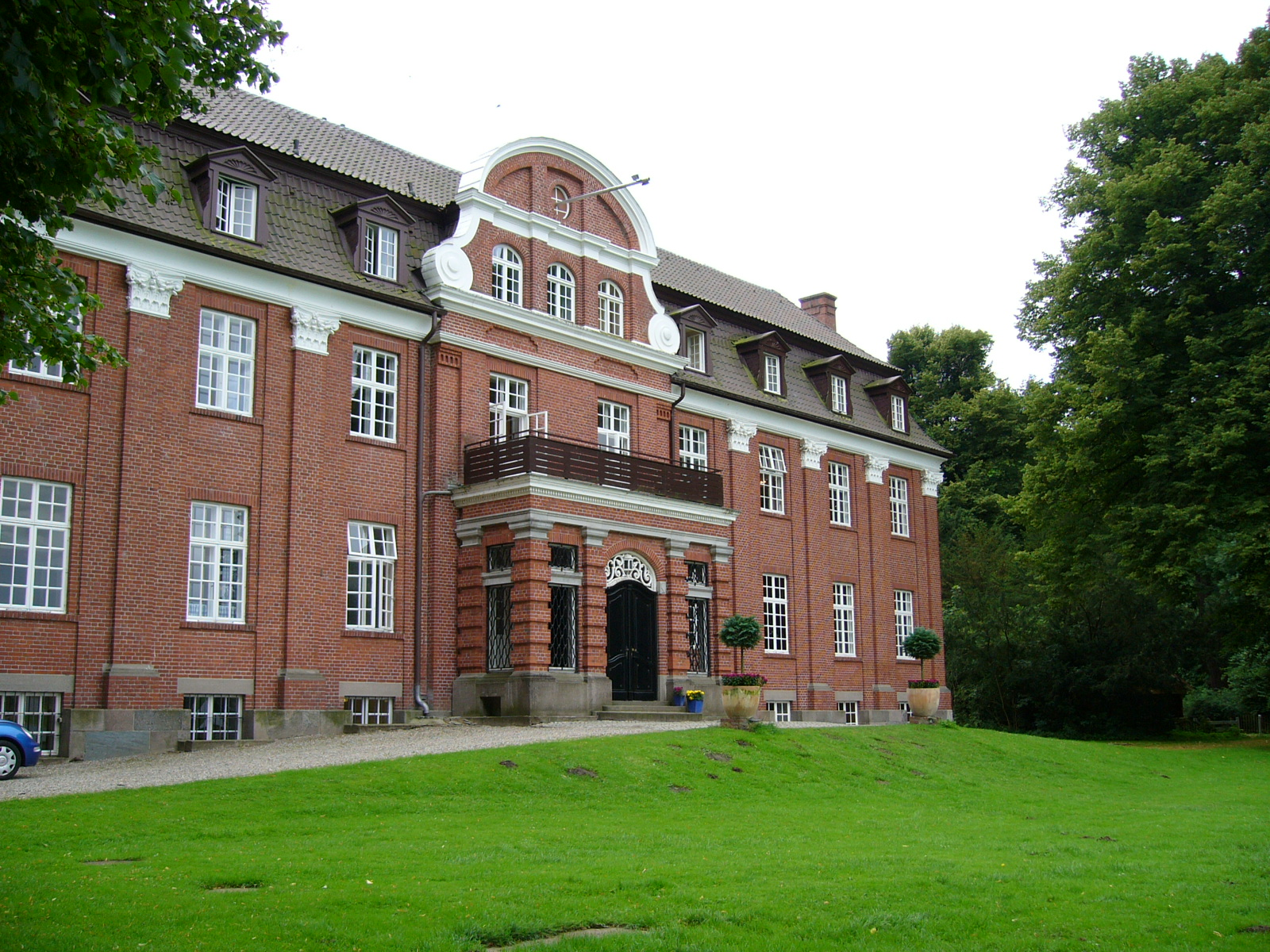
Gut Rohlstorf – Herrenhaus

Im Jahre 1846 kaufte Kuno zu Rantzau-Breitenburg von Carl Theodor Arnemann (1804–1866) das Gut Rohlstorf, dessen Vater Georg Wilhelm Arnemann es seinerseits 1827 erworben hatte. Er errichtete ein neugotisches Herrenhaus, das Anfang des 20. Jahrhunderts nach einem Brand abgebrochen und 1912 durch einen Neubau ersetzt wurde.

## Verkehr
Die Gemeinde Rohlstorf wird von drei Kreisstraßen durchzogen, die alle an der Bundesstraße 432 zwischen Bad Segeberg und Scharbeutz abzweigen und die in West-Ost-Richtung durch den nördlichen Teil der Gemeinde führt.

## Persönlichkeiten
- Fanny Stresow (1853–nach 1930), Malerin